# Bürgerschaftswahl in Bremen 1979
- BGL: 4
- SPD: 52
- FDP: 11
- CDU: 33

Die Bürgerschaftswahl in Bremen 1979 war die zehnte Wahl zur Bürgerschaft in der Freien Hansestadt Bremen. Sie fand am 7. Oktober 1979 statt. Die Wahl erregte bundesweit Aufmerksamkeit, da mit der Bremer Grünen Liste erstmals eine Grüne Partei in ein Landesparlament einzog.
Bei dieser Wahl traten erneut Bürgermeister und Senatspräsident Hans Koschnick (SPD) und Bernd Neumann (CDU) gegeneinander an.

## Ergebnis
Die Wahlbeteiligung lag bei 78,5 Prozent. Die regierende SPD konnte ihre absolute Mehrheit verteidigen, Koschnick blieb Bürgermeister.
| Partei | Stimmen | Prozent | Sitze (Veränderung) |
| ------ | ------- | ------- | ------------------- |
| SPD    | 201.129 | 49,4    | 52 (+0)             |
| CDU    | 129.985 | 31,9    | 33 (−2)             |
| FDP    | 43.730  | 10,7    | 11 (−2)             |
| BGL    | 20.909  | 5,1     | 4 (+4)              |
| AL     | 5.516   | 1,4     | -                   |
| DKP    | 3.340   | 0,8     | -                   |
| NPD    | 1.602   | 0,4     | -                   |
| KBW    | 533     | 0,1     | -                   |
| EAP    | 167     | <0,1    | -                   |